# Deanie Parrish
Marie Odean Bishop Parrish, nota come Deanie Parrish, talvolta scritto come Parish, (Avon Park, 25 febbraio 1922 – Waco, 24 febbraio 2022), è stata una militare, aviatrice dell'aeronautica statunitense che ha prestato servizio come pilota WASP durante la seconda guerra mondiale. Era famosa per essere stata una delle prime donne aviatrici della Florida. Si arruolò nell'aeronautica all'età di 21 anni e, dopo aver ottenuto le ali, lavorò come pilota collaudatore presso la base aerea di Greenville. In seguito si riqualificò per trainare gli aerei bersaglio durante le esercitazioni.

## Biografia
Sposò un pilota di carriera dell'USAF ed ebbe due figlie. Dopo lo scioglimento delle WASP, trascorse gran parte della sua vita come volontaria ospedaliera. In seguito si impegnò per commemorare gli sforzi compiuti dalle donne pilota per lo sforzo bellico durante la Seconda Guerra Mondiale.
Il suo lavoro la portò direttamente all'assegnazione della Medaglia d'oro del Congresso alle Women Airforce Service Pilots nel 2010 e lei accettò il premio a nome delle 1074 aviatrici WASP. Deanie è stata inserita nella WAI Pioneer Hall of Fame nel 2015. La Parish è stata determinante negli sforzi per far riconoscere il lavoro delle WASP e ha organizzato diversi siti web, scritto libri e creato iniziative per raggiungere questo obiettivo.
Alla cerimonia di consegna della medaglia sulla collina del Campidoglio hanno partecipato oltre 200 membri del personale WASP sopravvissuti. Il riconoscimento arriva 65 anni dopo lo scioglimento del servizio. Le WASP (note come “fly girls”) erano piloti volontari che durante la seconda guerra mondiale pilotavano aerei militari in tutta l'America per consentire a un maggior numero di piloti dell'USAF di volare in missioni di prima linea in Europa; sono state riconosciute come gruppo militare nel 1977 e il loro contributo allo sforzo bellico è stato riconosciuto con la Medaglia d'oro del Congresso nel 2010. La medaglia è stata presentata da funzionari del Congresso al Campidoglio degli Stati Uniti, dove è stata consegnata la medaglia e accettata da Deanie Parish, come pure al tenente colonnello Nicole Malachowski a nome di tutti i 1.102 piloti WASP.
Deanie Parrish è morta il 24 febbraio 2022, un giorno prima del suo 100º compleanno.